# 싸이더스 HQ의 드라마
이 문서는 싸이더스 HQ에서 제작한 텔레비전 드라마 목록이다.

## iHQ 드라마 제작 작품

### 타사
- 《봄날》(SBS)

주연: 고현정, 조인성, 지진희
- 《홍콩익스프레스》(SBS)

주연: 조재현, 송윤아, 차인표
- 《건빵선생과 별사탕》(SBS)

주연: 공효진, 공유, 김다현
- 《독신천하》(SBS)

주연: 김유미, 유선, 이현우, 윤상현
- 《크리스마스에 눈이 올까요?》(SBS)

주연: 고수, 한예슬
- 《뿌리깊은 나무》(SBS)

주연: 한석규, 장혁, 신세경
- 《불한당》(SBS)

주연: 장혁, 이다해
- 《출생의 비밀》(SBS)

주연: 유준상, 성유리, 갈소원
- 《피노키오》(SBS)

주연: 이종석, 박신혜, 김영광, 이유비
- 《당신이 잠든 사이에》(SBS)

주연: 이종석, 배수지, 정해인, 고성희, 이상엽
- 《닥터 깽》(MBC)

주연: 양동근, 한가인
- 《고맙습니다》(MBC)

주연: 장혁, 공효진
- 《누구세요?》(MBC)

주연: 윤계상, 고아라, 강남길
- 《오로라공주》(MBC)

주연: 전소민, 오창석
- 《불굴의 차여사》(MBC)

주연 : 김보연, 오광록, 김빈우, 박윤재
- 《러브 레이싱》(YTN star)

주연: 최하나, 서현

### KBS
- 《세상 어디에도 없는 착한 남자》(KBS)

주연: 송중기, 문채원
- 《아이언맨》(KBS)

주연: 이동욱, 신세경
- 《페이지터너》(KBS)

주연: 김소현, 지수, 신재하
- 《아버지가 이상해》(KBS)

주연: 김영철, 김해숙, 류수영, 이유리, 이준, 정소민
- 《포레스트》(KBS)
- 주연: 박해진 조보아 노광식 정연주